# Schiava Grossa

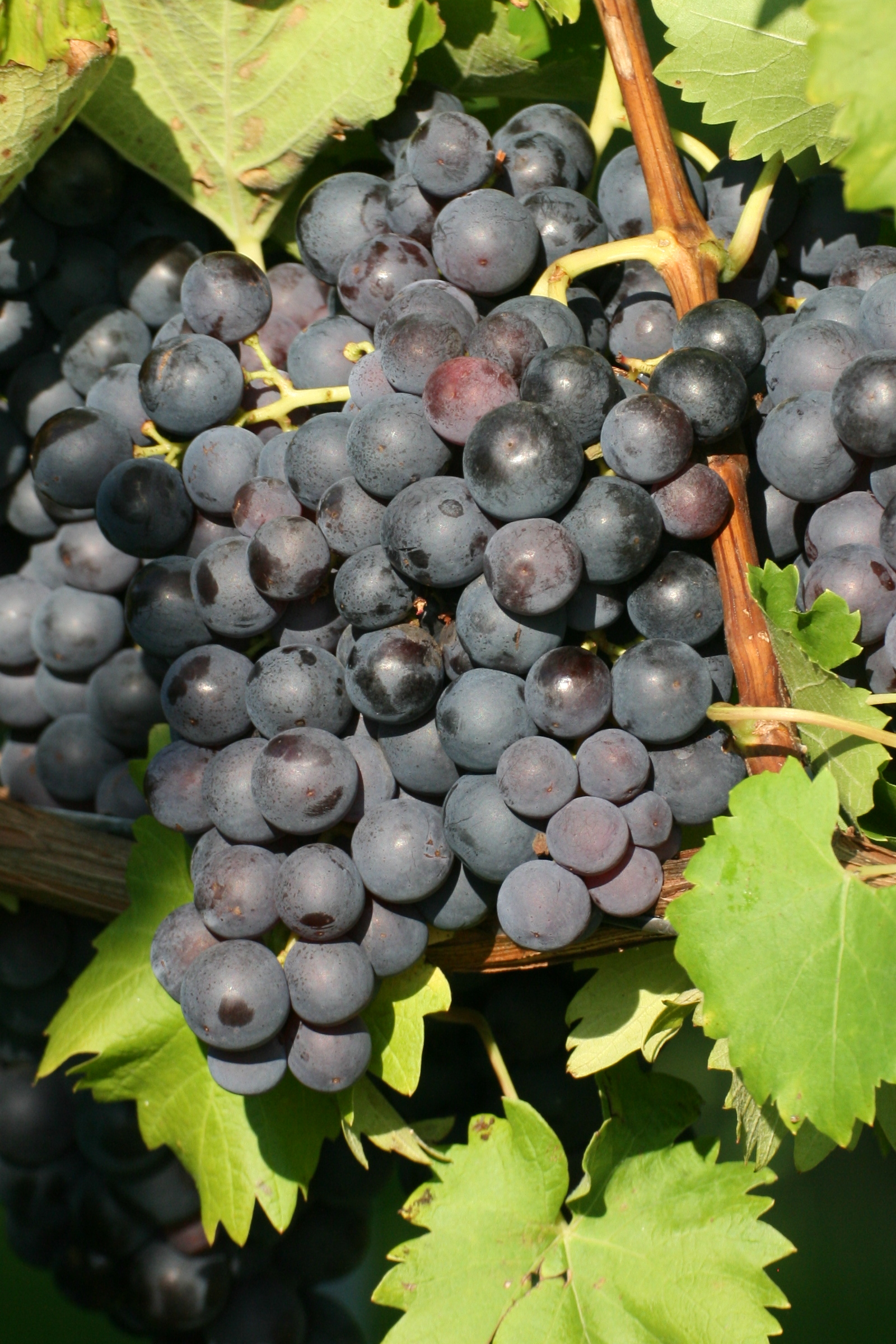
Schiava grossa of trollinger

Schiava grossa  is een blauwe druivensoort die meer bekend is onder de naam vernatsch en trollinger.

## Kenmerken
De schiava grossa is een populaire druif onder wijnbouwers vanwege zijn makkelijke aanpassingsvermogen en zijn hoge rendement. Wanneer dit rendement echter naar beneden gebracht wordt, gaat de kwaliteit van de wijn van deze druif aanzienlijk vooruit. De druif geeft een wijn met veel fruit die vaak jong gedronken moet worden. Wil men de ware kwaliteit van de druif zien in een wijn is terugsnoeien vereist. Dan ziet men een evenwichtige wijn met mooie zuren en een paarse kleur.

## Gebruik
Men gebruikt de druif niet alleen voor eenvoudige rode wijnen, maar ook als tafeldruif is deze erg populair. Daarnaast is de kerner, een ander bekend druivenras, een kruising tussen de riesling en de schiava grossa.

## Gebieden
De druif is vooral te vinden in het Italiaanse Trentino-Alto Adige en het Duitse Württemberg.

## Synoniemen
- Black Hamburg
- Frankentaler
- Nobile
- Trollinger
- Vernatsch